# Phalanta alcippe
Phalanta alcippe (Stoll, [1782]) è un lepidottero appartenente alla famiglia Nymphalidae, diffuso nel subcontinente indiano e nel Sud-est asiatico.